# Gombosszeg, Zala
Gombosszeg  este un sat în districtul Zalaegerszeg, județul Zala, Ungaria, având o populație de 41 de locuitori (2011). 

## Demografie
Componența etnică a satului Gombosszeg
     Maghiari (100%)
Componența confesională a satului Gombosszeg
     Romano-catolici (36,59%)
     Fără religie (17,07%)
     Necunoscută (46,34%)
Conform recensământului din 2011, satul Gombosszeg avea 41 de locuitori. Din punct de vedere etnic, majoritatea locuitorilor (100,0%) erau maghiari. Nu există o religie majoritară, locuitorii fiind romano-catolici (36,59%) și persoane fără religie (17,07%). Pentru 46,34% din locuitori nu este cunoscută apartenența confesională.